# Rapala iarbus
Rapala iarbus är en fjärilsart som beskrevs av Fabricius 1787. Rapala iarbus ingår i släktet Rapala och familjen juvelvingar. Inga underarter finns listade.

## Bildgalleri

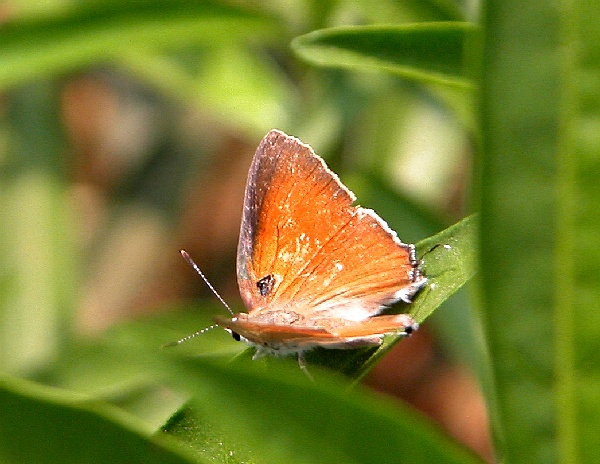